# Oskar Viljem Gaberščik
Oskar Viljem Gaberščik, slovenski politik in gospodarstvenik, * 26. junij 1862, Tolmin, † 9. marec 1918, Ljubljana.

## Življenje in delo
Gaberščik, ki se je rodil v družini tolminskega posestnika Andreja Gaberščika, je bil od leta 1895 do smrti v begunstvu tolminski župan. Na reki Tolminki je zgradil manjšo hidroelektrarno, ki je delovala še nekaj let po 1. svetovni vojni. Skupaj s svakom Andrejem Konjedičem sta ob elektrarni postavila tovarno upognjenega pohištva, ki je bila med vojno porušena in potem ne več obnovljena. Gaberščik je bil leta 1900 izvoljen v goriški deželni zbor. V deželnem zboru je ostal do leta 1904. Januarja 1901 je bil izvoljen za poslanca avstrijskega državnega zbora, kjer je ostal do leta 1907. Leta 1901 je bil soustanovitelj Društva slovenskih veleposestnikov in nekaj časa tudi njegov predsednik.